# Тверская (станица)
Тверская — станица в Апшеронском районе Краснодарского края России. Административный центр Тверского сельского поселения.

## География
Станица расположена на правом берегу реки Пшиш, в горно-лесной местности, 25 км северо-восточнее города Апшеронска, 25 км юго-западнее города Белореченска. Окружена лиственными лесами: дуб, бук, дикая груша.

### Улицы
- пер. Весёлый,
- ул. Вокзальная,
- ул. Ворошилова,
- ул. Восточная,
- ул. Гоголя,
- ул. Горная,
- ул. Железнодорожная,
- ул. Зелёная
- ул. Калинина,
- ул. Коммунальная,
- ул. Кооперативная,
- ул. Красноармейская,
- ул. Курганная,
- ул. Ленина,
- ул. Ленинградская,
- пер. Майский,
- ул. Матвеева,
- ул. Московская,
- ул. Набережная,
- ул. Овражная,
- ул. Октябрьская,
- ул. Партизанская,
- ул. Пионерская,
- ул. Пролетарская,
- ул. Пушкина,
- ул. Революционная,
- ул. Речная,
- ул. Садовая,
- ул. Северная,
- ул. Советская,
- ул. Станционная,
- пер. Степной
- ул. Туманная,
- ул. Центральная,
- ул. Шоссейная,
- пер. Южный.

## История
Основана в 1863 году. Входила в Майкопский отдел Кубанской области.
В станице родился Герой Советского Союза Николай Кривенко.

## Население
| 2002 | 2010  | 2021  |
| ---- | ----- | ----- |
| 2882 | ↗3208 | ↘3158 |

## Инфраструктура
В станице есть частные пекарни, магазины, деревообрабатывающий цех, вокзал, больница, школа, детский сад, кроличья ферма, тепличные комплексы и другие ЛПХ и КФХ. В центре располагаются школа (в её же здании — детский сад), администрация Тверского сельского поселения (в её же здании — участковый пункт полиции), дом культуры (с библиотекой и музеем), амбулатория врача общей практики, почтовое отделение, хлебопекарня, отделение сбербанка, различные магазины (продукты, хозтовары, автозапчасти). Газоснабжения нет, отопление — дровяное. Водоснабжение на бо́льшей территории станицы централизованное.

## Транспорт
Железнодорожная станция Тверская на линии «Белореченск—Туапсе». Автодорога Саратовская — Кубанская активно используется для перевозки грузовыми автомобилями инертных строительных материалов, как правило с превышением груза, от чего в первую очередь страдает дорожное покрытие.

## Здравоохранение
В станице на смену устаревшему корпусу участковой больницы было построено здание амбулатории врача общей практики с современным оборудованием.